# Farmácias Benavides
Farmácias Benavides é uma rede de farmácias mexicana fundada em 1917 por Don Felipe de Jesús Benavides Guerra. Sua sede fica em Monterrey, Nuevo León, México. Em 2008 possuia 601 farmácias da rede no México.